# Национальные чемпионаты по шоссейному велоспорту
Национальные чемпионаты по шоссейному велоспорту проводятся ежегодно в каждом государстве, имеющем федерацию велоспорта, в двух дисциплинах: групповой гонке и гонке с раздельным стартом.

## Проведение чемпионатов
Большинство национальных федераций шоссейного велоспорта проводят чемпионаты в конце июня, для этого разработан перерыв в календаре профессиональных велогонок UCI. Страны Океании (прежде всего Австралия и Новая Зеландия) проводят свои чемпионаты в конце января, а США — в сентябре, перед чемпионатом мира. В большинстве чемпионатов проходят 6 гонок, те же, что и присутствуют в программе чемпионата мира:
- Групповая гонка среди мужчин.
- Гонка с раздельным стартом среди мужчин.
- Групповая гонка среди женщин.
- Гонка с раздельным стартом среди женщин.
- Групповая гонка среди мужчин до 23 лет.
- Гонка с раздельным стартом среди мужчин до 23 лет.

## Майки чемпионов
Победитель национального чемпионата получает право (и чаще всего его использует) на протяжении года облачаться в майку, свидетельствующую о его статусе, в официальных соревнованиях, проводимых под эгидой национальной федерации велоспорта или Международного союза велосипедистов. Обычно цвета майки стилизуются под расцветку национального флага, охватывающую всю майку, или её часть. Названия велокоманды чемпиона и её спонсоров штампуются на майку. В групповых гонках в чемпионских майках едут победители национальных чемпионатов в этой дисциплине, в разделках — чемпионы в гонке с раздельным стартом. После потери чемпионского титула, гонщик сохраняет право на ношение лент национальных цветов, расположенных на концах рукавов и ворота майки.